# You Don't Love Me
«You Don't Love Me» es una canción del productor rumano Sickotoy, con la colaboración de la estrella rumana del canto Roxen. Escrita por Minelli y compuesta por Sebastian Barac, Marcel Botezan y Sickotoy, se estrenó en formato digital a través de Global Records el 12 de agosto de 2019. El videoclip del sencillo, filmado por Raluca Netca, se publicó en YouTube el 3 de septiembre de 2019. Desde el punto de vista comercial, «You Don't Love Me» fue un éxito en las listas musicales; alcanzó el puesto número tres en Rumania y el número siete en Bulgaria.

## Composición y lanzamiento
«You Don't Love Me» fue escrita por Minelli, mientras que Sebastian Barac, Marcel Botezan y Sickotoy se encargaron de la composición. La pista se estrenó a través de Global Records en formato digital y streaming el 12 de agosto de 2019. Además, la discográfica publicó una remezcla y una versión editada del sencillo.

## Desempeño comercial
Tras su lanzamiento, «You Don't Love Me» logró una recepción comercial positiva. En Rumania, la canción y su videoclip obtuvieron éxito en las estaciones de radio y televisión, y se posicionó en el tercer lugar de la lista Airplay 100. «You Don't Love Me» también alcanzó el número siete en Bulgaria, y apareció en las listas de reproducción de varios países como Francia, Estados Unidos, Rusia y España.

## Video musical
El video oficial de «You Don't Love Me» se estrenó en el canal oficial de Sickotoy en YouTube el 3 de septiembre de 2019. Raluca Netca fue el director del videoclip, mientras que Alexandru Mureșan se desempeñó como el director de fotografía; Loops Production se encargó de la producción y Bmabid manejó el proceso de edición. El video presenta a Roxen en el interior de un club mientras interactúa con varias personas; a través del metraje se utilizan luces de estroboscopio para acompañar el ambiente.

## Personal
Adaptado de YouTube.
Créditos de composición y técnicos
- Sebastian Barac – composición
- Marcel Botezan – composición
- Minelli – letra
- Sickotoy – composición

Créditos visuales
- Bmabid – edición
- Alexandru Mureșan – director de fotografía
- Loops Production – producción
- Raluca Netca – director

## Formatos
| Descarga digital |                                 |          |  |
| N.º              | Título                          | Duración |  |
| 1.               | «You Don't Love Me» (con Roxen) | 3:03     |  |

| Descarga digital (Versiones alternativas) |                                                                 |          |  |
| N.º                                       | Título                                                          | Duración |  |
| 1.                                        | «You Don't Love Me» (con Roxen – Club Edit)                     | 3:39     |  |
| 2.                                        | «You Don't Love Me» (con Roxen – Mephisto & James Miller Remix) | 2:44     |  |

## Posicionamiento en listas
| Bulgaria | PROPHON               | 7 |
| Rumania  | Airplay 100           | 3 |
| Rumania  | Romania Radio Airplay | 6 |
| Rumania  | Romania TV Airplay    | 3 |

| Rumania | Airplay 100 | 73 |

## Historial de lanzamiento
| País  | Fecha                | Formato(s)                 | Discográfica | Ref.  |
| ----- | -------------------- | -------------------------- | ------------ | ----- |
| Mundo | 12 de agosto de 2020 | Descarga digital streaming | Global       | [ 8 ] |